# Braunmühl (Adelsgeschlecht)

Wappen derer von Braunmühl

Braunmühl, ursprünglich Braunmüller, ist der Name eines schwäbischen Adelsgeschlechts. Die Familie, deren Zweige zum Teil bis heute bestehen, wurde Mitte des 18. Jahrhunderts als Edle von Braunmühl nobilitiert.

## Geschichte

### Herkunft
Die ununterbrochene Stammreihe des Geschlechts beginnt Anfang des 17. Jahrhunderts mit Ulrich Braunmiller in Ried bei Burgau. Sein Urenkel Lic. jur. Johann Georg Ignaz Braunmüller, kaiserlicher Rat und Oberamtmann des Reichsgotteshauses Wettenhausen, erhielt durch Diplom von Maria Theresia am 6. Oktober 1759 zu Wien den rittermäßigen Reichsadelsstand und den erbländisch österreichischen Adelsstand als "Edler von Braunmühl".

### Ausbreitung und Persönlichkeiten
Johann Georg Ignaz hinterließ die drei Söhne Johann Baptist Georg, Franz Joseph und Franz Xaver. Johann Baptist Georg Edler von Braunmühl (* 1747) wurde fürstlich fuggerscher Direktor der Domänenkanzlei zu Boos, sein Bruder  Franz Joseph Edler von Braunmühl (* 1751) war bayerischer Rittmeister in Weißenhorn. Die Brüder, von denen Franz Xaver bereits verstorben war, wurden am 19. Februar 1813 in die Adelsmatrikel im Königreich Bayern einverleibt. Joseph Johann Nepomuk Edler von Braunmühl (* 1779), ein Sohn von Franz Xaver, war Rentamtsoberschreiber zu Roggenburg, auch er erhielt eine Eintragung in die königlich bayerische Adelsmatrikel.
Bedeutende Angehörige der Familie aus jüngerer Zeit waren unter anderem Johann Anton Edler von Braunmühl (* 1853; † 1908), Enkel von Anton Edler von Braunmühl, bayerischer Regierungsrat, und dessen Frau Sybilla geborene Edle von Weckbecker. Er war Professor für Mathematik an der TH München und gehörte zur Jahrhundertwende zu den führenden Mathematikern in Deutschland. Gerold von Braunmühl (* 1936) war ein hochrangiger Diplomat im Auswärtigen Amt. Er war zunächst Attaché der deutschen Botschaft in Washington und später Ministerialdirektor von Außenminister Hans-Dietrich Genscher. Gerold von Braunmühl wurde bei einem Attentat der RAF am 10. Oktober 1986 in Bonn ermordet.

## Wappen
Das 1759 verliehen Wappen zeigt in Blau ein goldenes Mühlrad, belegt mit einer silbergekleideten goldbekrönten Mohrenbüste. Auf dem Helm mit rechts blau-goldenen und links blau-silbernen Helmdecken der Mohr wachsend zwischen zwei rechts gold-blauen und links blau-silbernen übereck geteilten Büffelhörnern.

## Namensträger
- Anton von Braunmühl (1820–1858), Architekt
- Anton von Braunmühl (1853–1908), Mathematiker und Mathematikhistoriker
- Anton von Braunmühl (1901–1957), Psychiater
- Clementine von Braunmühl (1833–1918), Kunstlehrerin
- Ekkehard von Braunmühl (1940–2020), Publizist und Kinderrechtler
- Gerold von Braunmühl (1935–1986), Politischer Direktor im Auswärtigen Amt
- Hans-Joachim von Braunmühl (1900–1980), Magnetbandpionier
- Harald von Braunmühl (1940–2015), Oberst i. G.